# Volleyball Challenger Cup maschile 2024
La Volleyball Challenger Cup 2024, 5ª edizione dell'omonima competizione maschile di pallavolo, si è svolta dal 4 al 7 luglio 2024 a Linyi, in Cina: al torneo hanno partecipato otto squadre nazionali e la vittoria finale è andata per la prima volta alla Cina.

## Impianti
|                                                                                    |  |  |
|                                                                                    |  |  |
| Linyi Olympic Sports Park Stadium Città: Linyi Capienza: 20 410 Anno d'apertura: - |  |  |

## Formula
La formula ha previsto quarti di finale, semifinali, finale per il terzo posto e finale.

## Squadre partecipanti
| Squadra | Qualificazione                     | Ultima partecipazione          |
| ------- | ---------------------------------- | ------------------------------ |
| Belgio  | 16ª nel FIVB World Rankings        | Debutto                        |
| Cile    | Ranking CSV                        | Volleyball Challenger Cup 2023 |
| Cina    | Paese organizzatore                | Volleyball Challenger Cup 2023 |
| Croazia | 2ª all'European Golden League 2024 | Debutto                        |
| Egitto  | Ranking CAVB                       | Volleyball Challenger Cup 2019 |
| Messico | 1ª alla NORCECA Final Four 2023    | Debutto                        |
| Qatar   | 1ª all'AVC Challenge Cup 2024      | Volleyball Challenger Cup 2023 |
| Ucraina | 1ª all'European Golden League 2024 | Volleyball Challenger Cup 2023 |

## Torneo
|  | Quarti di finale | Quarti di finale |        |         | Semifinali | Semifinali |        |                 | Finale          | Finale |  |
|  |                  |                  |        |         |            |            |        |                 |                 |        |  |
|  | Cina             | 3                |        |         |            |            |        |                 |                 |        |  |
|  | Cina             | 3                |        |         |            |            |        |                 |                 |        |  |
|  | Messico          | 0                |        |         |            |            |        |                 |                 |        |  |
|  | Messico          | 0                |        | Cina    | 3          |            |        |                 |                 |        |  |
|  |                  |                  |        | Cina    | 3          |            |        |                 |                 |        |  |
|  |                  |                  | Egitto | 0       |            |            |        |                 |                 |        |  |
|  | Egitto           | 3                | Egitto | 0       |            |            |        |                 |                 |        |  |
|  | Egitto           | 3                |        |         |            |            |        |                 |                 |        |  |
|  | Qatar            | 2                |        |         |            |            |        |                 |                 |        |  |
|  | Qatar            | 2                |        | Cina    | 3          |            |        |                 |                 |        |  |
|  |                  |                  |        |         |            |            |        |                 |                 |        |  |
|  |                  |                  | Belgio | 1       |            |            |        |                 |                 |        |  |
|  | Ucraina          | 3                | Belgio | 1       |            |            |        |                 |                 |        |  |
|  | Ucraina          | 3                |        |         |            |            |        |                 |                 |        |  |
|  | Cile             | 1                |        |         |            |            |        |                 |                 |        |  |
|  | Cile             | 1                |        | Ucraina | 2          |            |        | Finale 3º posto | Finale 3º posto |        |  |
|  |                  |                  |        | Ucraina | 2          |            |        |                 |                 |        |  |
|  |                  |                  | Belgio | 3       |            |            |        |                 |                 |        |  |
|  | Belgio           | 3                | Belgio | 3       |            |            | Egitto | 3               |                 |        |  |
|  | Belgio           | 3                |        |         |            |            | Egitto | 3               |                 |        |  |
|  | Croazia          | 2                |        |         | Ucraina    | 2          |        |                 |                 |        |  |

### Quarti di finale
| 4 luglio 2024 Linyi Olympic Sports Park Stadium, Linyi Durata: 1h:20 - Spettatori: 7 056 | Cina    | 3 - 0 | Messico | 25-23, 25-17, 25-23               |
| 4 luglio 2024 Linyi Olympic Sports Park Stadium, Linyi Durata: 1h:59 - Spettatori: 2 512 | Belgio  | 3 - 2 | Croazia | 25-20, 25-18, 22-25, 15-25, 15-13 |
| 5 luglio 2024 Linyi Olympic Sports Park Stadium, Linyi Durata: 1h:48 - Spettatori: 1 107 | Ucraina | 3 - 1 | Cile    | 20-25, 25-23, 25-19, 25-19        |
| 5 luglio 2024 Linyi Olympic Sports Park Stadium, Linyi Durata: 2h:05 - Spettatori: 1 100 | Egitto  | 3 - 2 | Qatar   | 25-16, 23-25, 27-25, 20-25, 15-13 |

### Semifinali
| 6 luglio 2024 Linyi Olympic Sports Park Stadium, Linyi Durata: 1h:25 - Spettatori: 7 500 | Cina    | 0 - 3 | Egitto | 25-15, 27-25, 25-19               |
| 6 luglio 2024 Linyi Olympic Sports Park Stadium, Linyi Durata: 1h:54 - Spettatori: 1 629 | Ucraina | 2 - 3 | Belgio | 25-21, 25-20, 15-25, 21-25, 11-15 |

### Finale 3º posto
| 7 luglio 2024 Linyi Olympic Sports Park Stadium, Linyi Durata: 1h:55 - Spettatori: 809 | Egitto | 3 - 2 | Ucraina | 21-25, 25-20, 20-25, 25-17, 15-13 |

### Finale
| 7 luglio 2024 Linyi Olympic Sports Park Stadium, Linyi Durata: 1h:49 - Spettatori: 8 369 | Cina | 3 - 1 | Belgio | 25-20, 25-20, 22-25, 25-22 |

## Classifica finale
| Pos | Squadra | Rosa |
| --- | ------- | --- |
|     | Cina    | Formazione: 2 Jiang, 3 Wang H.b., 4 Li L., 6 Yu, 8 Wang D.c., 9 Li Y.z., 10 Yang, 14 Zhai, 15 Peng, 16 Qu, 17 Wang J.y., 20 Rao, 22 Zhang J.y., 30 Mao, CT: Heynen                                   |
|     | Belgio  | Formazione: 1 Cox, 2 Reggers, 6 Plaskie, 8 Fransen, 9 D'Heer, 11 Van Hoyweghen, 12 Rotty, 13 Verwimp, 16 Ponseele, 20 Van de Velde, 23 Perin, 26 Dufraing, 28 Cardillo, 29 Lips, CT: Zanini          |
|     | Egitto  | Formazione: 2 Abdelrahman, 5 Elhaddad, 6 Hassan, 7 Ramadan, 8 Eissa, 9 Sayedin, 10 Masoud, 12 Abdalla, 13 Khater, 14 Aly, 16 Abdelmoaty, 17 Haikal, 22 Issa, 23 Omar, CT: Muñoz                      |
| 4.  | Ucraina | Formazione: 6 Drozd, 9 Shapoval, 12 Yevstratov, 15 Pampushko, 16 Dolgopolov, 18 Tsmokalo, 20 Nalozhnyi, 21 Kisiljuk, 22 Dzhul, 30 Chelenyak, 42 Uryvkin, 88 Koval, 97 Luban, 99 Kuts, CT: Lozano     |
| 5.  | Croazia | Formazione: 1 Višić, 4 Nikačević, 6 Bakonji, 7 Sedlaček, 8 Jakopec, 9 Vlašić, 10 Šestan, 11 P. Đirlić, 13 Pervan, 15 Mitrašinović, 18 Repek, 19 Zeljković, 20 Cvanciger, 22 Mandura, CT: Juričić     |
| 6.  | Qatar   | Formazione: 1 Oughlaf, 2 Diagne, 4 Alyafeai, 5 Abdalla, 6 Georgiev, 7 Abunabot, 8 Widatalla, 9 Al-Kuwari, 10 Al-Remaihi, 18 Abdelrahim, 20 Wagihalla, 22 Bakry, 23 Alsharshani, CT: Soto             |
| 7.  | Cile    | Formazione: 1 Villarreal, 2 Ibarra, 3 Araya, 5 Parraguirre, 6 Gago, 8 Albornoz, 9 D. Bonačić, 10 Mardones, 11 Jadue, 15 Castillo, 16 Valenzuela, 17 Bravo, 18 K. Bonačić, 22 Fuentes, CT: Nejamkin   |
| 8.  | Messico | Formazione: 2 J. Hernández, 3 Bravo, 5 Parra, 8 Mendoza, 9 Téllez, 10 Sanay, 11 López, 12 Fuentes, 13 J. García, 22 Domínguez, 23 Sánchez, 33 Maldonado, 48 F. Hernández, 96 M. García, CT: Schwanke |

|  | Promossa in Volleyball Nations League 2025. |

## Statistiche
| Rendimento individuale | Rendimento individuale | Rendimento individuale | Rendimento individuale |
| Pos.                   | Nome                   | Punti                  | Squadra                |
| ---------------------- | ---------------------- | ---------------------- | ---------------------- |
| 1                      | Ferre Reggers          | 67                     | Belgio                 |
| 2                      | Seppe Rotty            | 54                     | Belgio                 |
| 3                      | Zhang Jingyi           | 52                     | Cina                   |
| 4                      | Reda Haikal            | 51                     | Egitto                 |
| 5                      | Wang Jingyi            | 48                     | Cina                   |

| Attacchi vincenti | Attacchi vincenti | Attacchi vincenti | Attacchi vincenti |
| Pos.              | Nome              | Punti             | Squadra           |
| ----------------- | ----------------- | ----------------- | ----------------- |
| 1                 | Ferre Reggers     | 58                | Belgio            |
| 2                 | Seppe Rotty       | 50                | Belgio            |
| 3                 | Zhang Jingyi      | 47                | Cina              |
| 4                 | Reda Haikal       | 40                | Egitto            |
| 5                 | Wang Jingyi       | 39                | Cina              |

| Muri vincenti | Muri vincenti   | Muri vincenti | Muri vincenti |
| Pos.          | Nome            | Punti         | Squadra       |
| ------------- | --------------- | ------------- | ------------- |
| 1             | Mohamed Masoud  | 11            | Egitto        |
| 2             | Peng Shikun     | 10            | Cina          |
| 3             | Oleksandr Koval | 9             | Ucraina       |
| 4             | Wout D'Heer     | 8             | Belgio        |
| 4             | Mohamed Osman   | 8             | Egitto        |

| Battute vincenti | Battute vincenti | Battute vincenti | Battute vincenti |
| Pos.             | Nome             | Punti            | Squadra          |
| ---------------- | ---------------- | ---------------- | ---------------- |
| 1                | Reda Haikal      | 7                | Egitto           |
| 2                | Pierre Perin     | 5                | Belgio           |
| 3                | Wang Jingyi      | 4                | Cina             |
| 3                | Ferre Reggers    | 4                | Belgio           |
| 3                | Evhenii Kisiljuk | 4                | Ucraina          |